# 中大駅 (深圳市)
中大駅（ちゅうだいえき、中文表記: 中大站）は、中華人民共和国広東省深圳市光明区公常路と茘美北街の交差点にある深圳地下鉄6号線支線の駅である。

## 歴史
- 2021年11月28日：開業[1]。

## 駅構造
島式ホーム1面2線を有する地下駅。

### のりば
案内上ののりば番号は設定されていない。
| 番線 | 路線       | 行先       |
| ---- | ---------- | ---------- |
|      | ■6号線支線 | 深理工方面 |
|      | ■6号線支線 | 光明方面   |

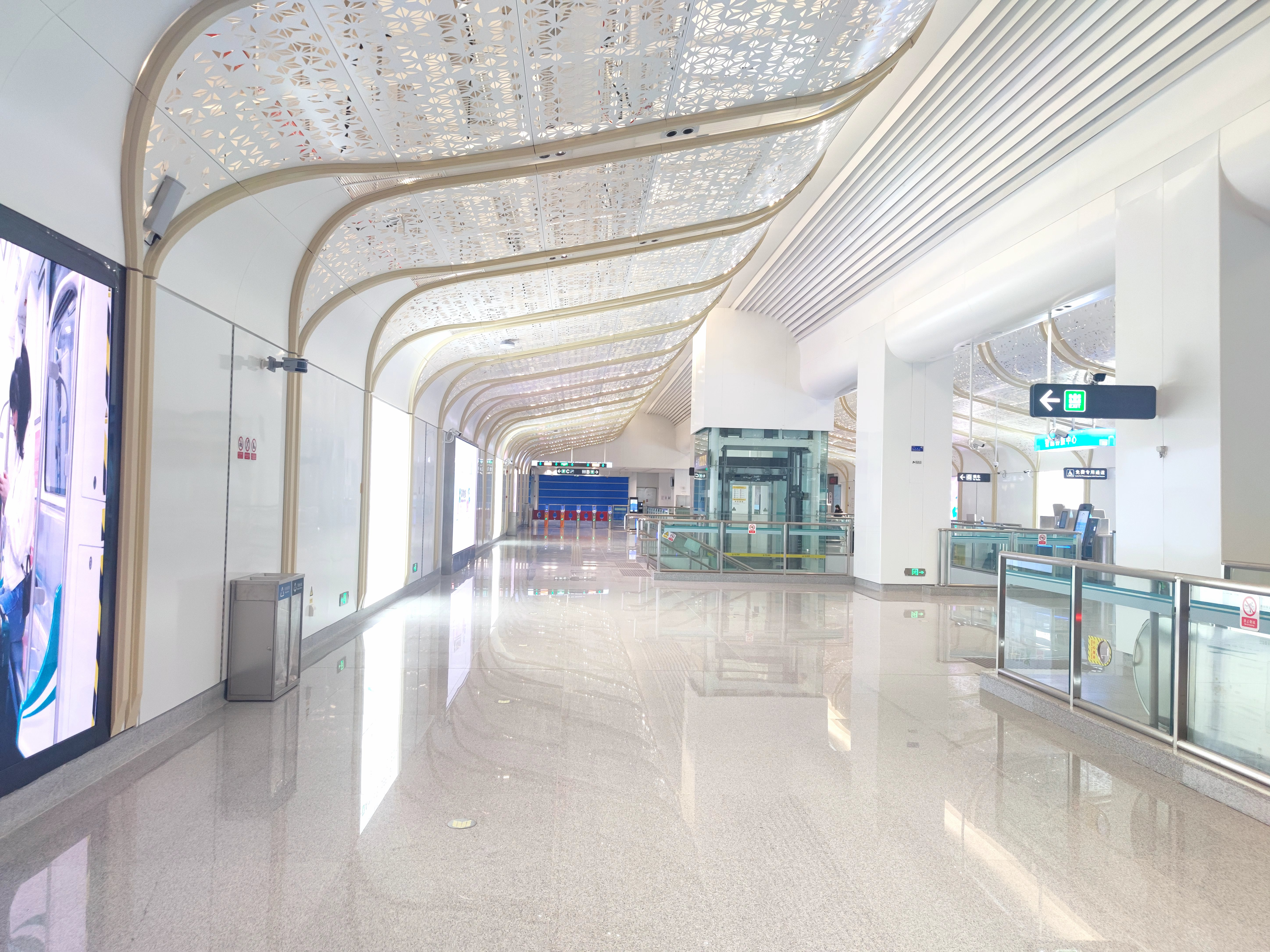
コンコース
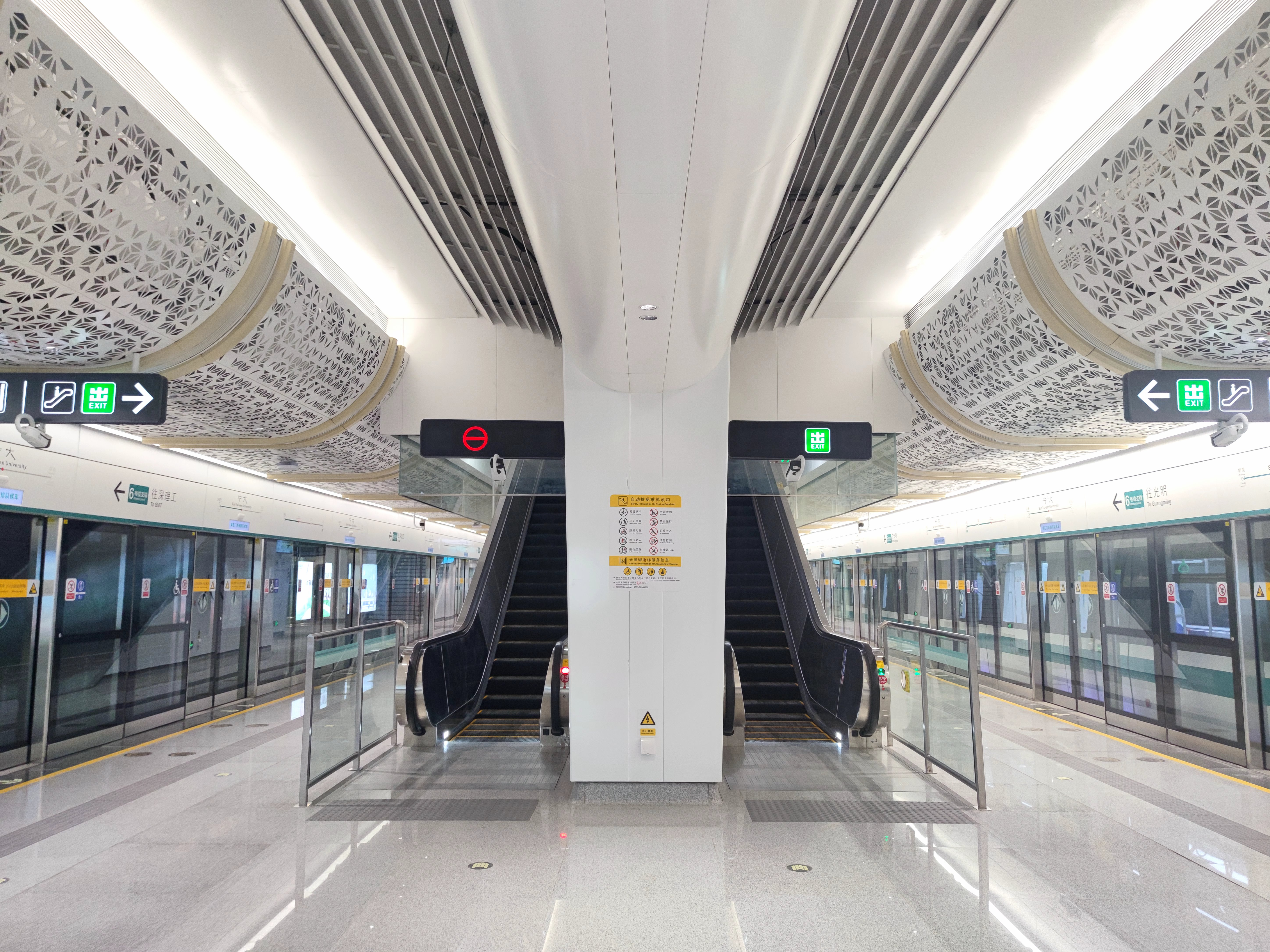
ホーム

## 駅周辺
- 万代恒高科技園
- 圳美同富裕工業園
- 中山大学（深圳校区）

## 隣の駅
深圳地下鉄
■6号線支線
深理工駅 - 中大駅 - 圳美駅